# Ziestu
Ziestu är ett 216,5 meter högt berg i Madona kommun i Lettland.
På Ziestu finns mätpunkten "Sestukalns", 56° 50' 24" N, 25° 38' 12" E, på Struves meridianbåge, som är ett världsarv.